# Lamprosema mesodora
Lamprosema mesodora là một loài bướm đêm trong họ Crambidae.